# Tsunki
Tsunki é o espirírito primordial do xamã entre o povo Shuar dentro da cultura dos povos Shuar e Achuar da Amazônia. O termo é derivado da família de línguas jivaroanas. O termo Tsunki também pode ser traduzido como "o primeiro xamã" e é frequentemente mencionado em canções xamânicas.

## Espírito da água
O Tsunki manifesta-se como um espírito da água que freqüentemente aparece na forma de uma mulher, mas também pode assumir a forma de uma anaconda, uma cobra d'água ou outro animal aquático. Tsunki está associado e pode ser encontrado perto de cachoeiras remotas. O rótulo de Tsunki engloba uma família de várias figuras de Tsunki, incluindo pai, filhos e filhas. Embora abranja mais de um ser, é sempre referido no singular "Tsunki". Tsunki também pode se manifestar como feminino ou masculino, dependendo do sexo da pessoa que presenciou a aparição. A língua Shuar não inclui uma distinção de gênero, tornando impossível determinar o gênero dos Tsunki sem considerar o gênero de quem o vê.
Os Shuar se vêem como descendentes do povo da água, os quais detinham poder xamânico adquiridos diretamente de Tsunki. Ele é a fonte de todo poder xamânico e possui todo o conhecimento sobre tsentsak. Além disso, tem o poder de fornecer aos xamãs um cristal especial de tsentsak, que é considerada muito poderosa. Os dons xamânicos de Tsunki confere ao receptor respeito social. No entanto, também pode ser uma maldição, resultando na comunidade nunca confiar totalmente no xamã devido ao imenso poder que lhe foi entregue.

## Mitos
Existem dois mitos importantes sobre o relacionamento de Tsunki com os humanos. O primeiro mito narra um encontro masculino com Tsunki. O segundo mito de Tsunki descreve o vínculo entre Tsunki na forma feminina e as mulheres Shuar, no qual Tsunki ajuda uma mulher shuar a escapar de seus inimigos, fornecendo tsentsak para defendê-la e permitir que ela se esconda na água.

### Os Tsunki e o Caçador
Tsunki e o caçador contam a história de um homem shuar que matou uma paca durante uma caçada com sua família. Ele volta à praia para dormir e encontra Tsunki. Nesse mito, Tsunki aparece como uma mulher bonita. O homem Shuar diz a Tsunki que a ama e eles decidem se casar. Após a aprovação do pai da mulher Tsunki, o homem Shuar entra na água com ela. Ele mora lá por um longo tempo e produz um filho com a mulher Tsunki. Um dia ela diz para o homem ir ver as mulheres Shuar, porque ele estava afastado delas há algum tempo. A mulher Tsunki estava tão apaixonada pelo homem Shuar que decidiu se juntar a ele na terra, transformando-se em uma cobra. Ela mantinha sua forma de cobra em casa e se transformava numa figura humana quando acompanhava o homem Shuar em suas caçadas. As mulheres Shuar ficaram curiosas do motivo do homem sempre dormir sozinho nos aposentos dos homens e perceberam que ele  agia de maneira estranha. Um dia. elas decidiram investigar enquanto ele dormia e descobriram que ele estava envolto em uma capa de água brilhante.
A mulher Tsunki engravidou e, como não conseguiu acompanhar o homem enquanto caçava, decidiu manter a forma de cobra e permanecer em casa. Ela dormiu enrolada em uma pequena cesta. No dia seguinte, quando o homem Shuar foi caçar, ele disse às esposas Shuar para não abrirem ou olharem para a pequena cesta. Após sua partida, as esposas curiosas a abriram e viram a mulher Tsunki como uma pequena cobra grávida. Eles tiraram a Tsunki com um pequeno graveto e colocaram ela numa brasa do fogo. Tsunki então se dissolveu na água e penetrou na terra. Ela voltou para o pai, Tsunki, e contou os maus-tratos sofridos. Como resultado, o pai Tsunki lançou uma enorme quantidade de sucuris e criou uma grande tempestade. O homem Shuar notou o escurecimento do céu e percebeu o motivo. Ele então voltou para casa e perguntou às Shuar se elas haviam desobedecido o seu medido. No início, elas negaram a acusação, mas acabaram sendo descobertas. O homem Shuar respondeu sarcasticamente "um pedaço de boa sorte está esperando por você!" e pegou  sua filha e a levou para as montanhas. Lá, os gritos do povo Shuar sendo comido por sucuris podiam ser ouvidos. A água inundava a terra por toda parte, exceto pela palmeira alta na qual o homem Shuar e sua filha haviam escalado. Os dias se passaram e, em seguida, o Shuar conseguiu descer quando a água recuou. O Shuar se casou com sua filha quando ela cresceu, repovoando os Shuar. Os Tsunki também retornaram para ajudar o homem Shuar a repovoar de maneira mais rápida.

### Tsunki e a Mulher Perseguida
Uma mulher Shuar foi levada em cativeiro pelos Shuar de Patuca e lá viveu como esposa de um dos membros. Quando os outros membros de Patuca descobriram que um inimigo ainda estava vivo, planejaram matá-la.  Ela ouviu osgritos de vingança desses homens e ficou assustada.  Seu marido a amava e implorou para que ela fugisse em direção ao rio em busca de maior segurança. Ela foi ao rio e se escondeu na água atrás de um baú flutuante. Lá, ela ouviu a voz de Tsunki dizendo "se você vier comigo à minha casa, eles não poderão alcançá-la". A mulher Shuar seguiu Tsunki e entrou em sua casa subaquática. Ela recebeu uma tartaruga para sentar e todos os Tsunki vieram ouvir sua história. Os Tsunki eram compassivos com ela e lhe deram poder para que ela pudesse se defender contra seus inimigos.  Ela recebeu o tsentsak dos Tsunki  pelo nariz. A mulher Shuar podia sentir os dardos cobrindo seu corpo como uma armadura. Os Tsunki então acompanharam a mulher Shuar rio acima e viram seus inimigos, mas eles não podiam vê-la. Depois de três dias, a mulher Shuar voltou para sua casa e todos ficaram muito felizes porque pensaram que ela havia morrido. O povo Shuar então começou a ir ao rio em busca de Tsunki porque estava ciente de sua bondade.

## Associação Tsunki (Asociación Tsunki)
A Associación Tsunki é uma organização xamânica dentro da Federação Shuar (Federación Shuar). Os xamãs ensinam medicina tradicional aos Shuar e Achuar, treinando-os para a coleta e preparação de medicamentos com base em plantas.

## Crenças sobre Tsunki entre os Shuar
O relacionamento entre Tsunki e o povo Shuar é um relacionamento personalizado, diferente do relacionamento com outros espíritos. Tsunki tem uma forte conexão social com os seres humanos e geralmente aparece para indivíduos que estão se tornando xamãs. As crenças shuar veem o espírito da água como sendo naturalmente poderoso. A discussão do gênero de Tsunki também é um tópico de discussão nas crenças Shuar. Os xamãs masculinos veem Tsunki como uma figura espiritual feminina com a qual a relação sexual é frequentemente praticada. Em contraste, as xamãs femininas concebem Tsunki como um homem. Os indivíduos não-xamânicos, no entanto, costumam conceituar o espírito como uma figura masculina.
A interação com Tsunki e outros espíritos é obtida através de visões, que podem ser facilitadas através do uso de plantas alucinógenas. O grau de contato entre indivíduos e Tsunki também depende das ações do indivíduo em relação ao espírito.